# Migdal Ha‘Emeq
Migdal Ha‘Emeq (hebreiska: מגדל העמק, Migdal Ha‘Emek) är en ort i Israel.   Den ligger i distriktet Norra distriktet, i den norra delen av landet. Migdal Ha‘Emeq ligger 227 meter över havet och antalet invånare är 24 800.
Terrängen runt Migdal Ha‘Emeq är platt åt sydväst, men åt nordost är den kuperad. Runt Migdal Ha‘Emeq är det ganska tätbefolkat, med 80 invånare per kvadratkilometer. Närmaste större samhälle är Nasaret, 6,6 km öster om Migdal Ha‘Emeq. Trakten runt Migdal Ha‘Emeq består till största delen av jordbruksmark.